# Cherema
Il cherema è l'unità più piccola in cui può essere scomposto un segno di una lingua dei segni.
Il termine [chereme] – coniato da William Stokoe – nacque dal ritrovamento di fondamentali analogie tra la lingua dei segni (visiva) e la lingua parlata (acustica/fonologica). Infatti, proprio come i fonemi sono unità minime prive di significato partecipanti alla formazione di parole del linguaggio articolato (ad es. in italiano /a/, /k/ e /s/ > /'kasa/, /'kassa/), allo stesso modo i cheremi, qualunque sia la lingua dei segni nazionale (lingua dei segni americana, lingua dei segni italiana [LIS] ecc.), si presentano come unità minime non dotate di significato, le quali – in quanto parametri formazionali – possono combinarsi fra loro per dar luogo ai segni del linguaggio segnico.
Secondo Stokoe, un segno può essere scomposto in riferimento a tre parametri (più uno: l'orientamento, introdotto dallo stesso linguista a cinque anni di distanza dalla concezione originaria):
- il luogo: lo spazio dove viene eseguito il segno;
- la configurazione: la forma che la mano assume nell'eseguire il segno;
- il movimento: atteggiamento che le mani assumono quando eseguono il segno.

Come premesso per inciso, Stokoe dà importanza anche all'orientamento del palmo della mano mentre si segna. Per la LIS, come per la lingua dei segni americana e la lingua dei segni britannica, l'espressione facciale contribuisce spesso in modo cruciale nella formazione di un segno.
Recentemente, la teoria di Stokoe è stata soppiantata dalle nuove ricerche effettuate nel campo della linguistica delle lingue dei segni. Oggi consideriamo, per l'appunto, otto parametri formazionali: il luogo, la configurazione, il movimento, l'orientamento; i restanti quattro includono le componenti non manuali: sguardo, espressione facciale, labializzazione / gesto labiale, busto.

## Etimo e terminologia
'Cherologia' e 'cherema' (dal greco antico χείρ «mano») sono sinonimi di 'fonologia' e 'fonemi' un tempo adottati nello studio delle lingue dei segni.
Un cherema, come unità base della comunicazione segnata, dal punto di funzionale e psicologico equivale al fonema delle lingue orali: in virtù di tale corrispondenza, nella letteratura accademica al primo termine si è prescelto il secondo; la cherologia, in quanto studio dei cheremi nella lingua, è perciò equivalente alla fonologia. Diversamente, i termini fonologia e fonema (o tratto pertinente) sono usati per evidenziare le somiglianze linguistiche fra le lingue segnate e quelle parlate.
Come accennato sopra, i termini furono introdotti da William Stokoe per descrivere le lingue dei segni come vere e proprie lingue (Gallaudet University, 1960). In passato considerata un'idea controversa, la posizione è ora universalmente accettata in linguistica; cionondimeno, la terminologia di Stokoe è oggi caduta in disuso.